# カワラバト属
カワラバト属(Columba)は、中型から大型のハトが属する分類である。英語の"dove"や"pigeon"という言葉は、各々小型と大型のものを指す。カワラバト属の種は、一般的に"pigeon"と称し、多くの場合はwood-pigeonsと呼ばれる。レース鳩やクジャクバト等、繁殖される家畜鳩の大部分はカワラバト属であり、そのうちの一部は野生化している。
この属は旧世界原産であると考えられているが、いくつかの種は、アメリカ等、元の生息域の外に導入された。

## 語源
属名のColumbaは、ラテン語で小型のハトを意味するcolumba'に由来する。これは、雄の鳩を表すcolumbasの女性形である。またこれ自体は、「ダイバー」を意味するギリシャ語であるκόλυμβος (kolumbos)をラテン語化したものである。さらにこの言葉は、「潜る、飛び込む、泳ぐ」を意味するギリシャ語の動詞κολυμβάω (kolumbaō)に由来する The feminine form of kolumbos, κολυμβίς (kolumbis), "diver",。女性形のκολυμβίς (kolumbis)は、飛行中に翼が「泳ぐ」ような動きをすることから、アリストパネスらにより名付けられた。

## 分類
カワラバト属の分類は、カール・フォン・リンネにより、1758年出版の『自然の体系』第10版により導入された。1825年にニコラス・エイルウォード・ビガーズがヒメモリバトをタイプ種に指定した。
かつてカワラバト属とされていたアメリカの種は、現在ではPatagioenas属に再分類されている。このアメリカの放散が異なる系統に属するという主張は、分子的な証拠に裏付けられている。実際、Patagioenas属は、カワラバト属とキジバト属の間の基部系統となっている。キジバト属やマイナーなNesoenas属、Stigmatopelia属の系統とともに温帯ユーラシアでは支配的に進化的放射（適応放散）するが、熱帯地域にも生息する。現在はこの属の下に置かれているアフリカのいくつかのハトの分類学的位置づけについては、さらなる研究が必要である。これらはカワラバト属の通常の種よりも小さいため"dove"と呼ばれるが、その他のいくつかの点で異なっており、これらはアカアシバト属に分離すべきものかもしれない。典型的なハトの系統は、中新世後期、恐らく約7-800万年前に最も近い近縁から分岐した。

### 種

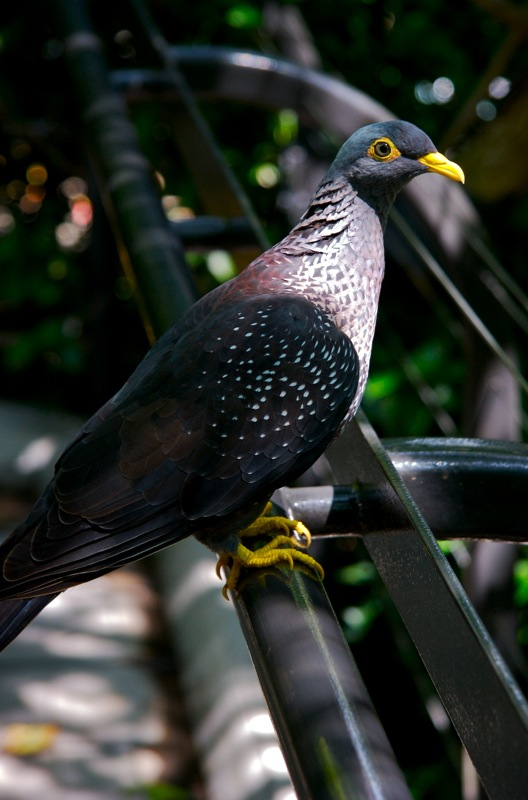
オリーブバト (C. arquatrix)

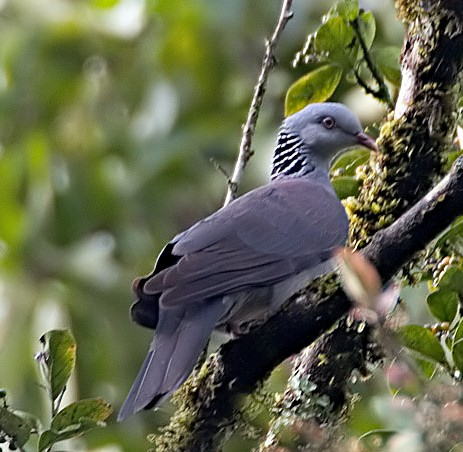
カノコモリバト (C. elphinstonii)

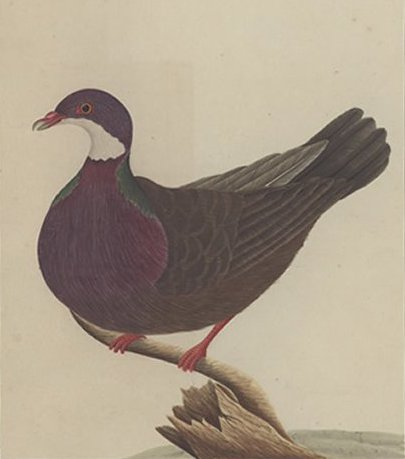
絶滅種Lord Howe pigeon (C. vitiensis godmanae)は、旅行者の報告からのみ知られている

この属に35種が知られており、そのうち2種は既に絶滅している。
- カワラバト (Columba livia)
- コウライバト (Columba rupestris)
- ユキバト (Columba leuconota)
- ウロコカワラバト (Columba guinea)
- シロエリカワラバト (Columba albitorques)
- ヒメモリバト (Columba oenas)
- ヒガシヒメモリバト (Columba eversmanni)
- ソマリーヒメバト (Columba oliviae)
- モリバト (Columba palumbus)
- マデイラバト (Columba trocaz)
- カナリーバト (Columba bollii)
- ゲッケイジュバト (Columba junoniae)
- ハラジロバト (Columba unicincta)
- オリーブバト (Columba arquatrix)
- カメルーンオリーブバト (Columba sjostedti)
- サントメオリーブバト (Columba thomensis)
- コモロオリーブバト (Columba polleni)
- ゴマフバト (Columba hodgsonii)
- シロエリバト (Columba albinucha)
- タイワンジュズカケバト (Columba pulchricollis)
- カノコモリバト (Columba elphinstonii)
- セイロンカノコモリバト (Columba torringtoniae)
- ムラサキモリバト (Columba punicea)
- ギンモリバト (Columba argentina) - 絶滅したと考えられていたが、2008年に再発見
- アンダマンモリバト (Columba palumboides)
- カラスバト (Columba janthina)
- † オガサワラカラスバト (Columba versicolor) - 絶滅（1890年頃）
- † リュウキュウカラスバト (Columba jouyi) - 絶滅（1930年代）
- アカメカラスバト (Columba vitiensis)
- シロガシラカラスバト (Columba leucomela)
- キアシカラスバト (Columba pallidiceps)
- ブロンズエリジロバト (Columba delegorguei)
- ニジェリバト (Columba iriditorques)
- サントメニジェリバト (Columba malherbii)
- レモンバト (Columba larvata)

化石種C. omnisanctorumは、イタリアのガルガーノ半島及びその周辺で、鮮新世前期（5300-3600万年前）の地層から出土している。ほぼ同時代または鮮新世中期（3600-2600万年前）のハヤブサ属とされている化石も同じ種または別種のハトである可能性があり、Columba pisanaという学名が与えられた。
C. melitensisは、マルタの更新世後期の地層から出土した化石種である。1891年にリチャード・ライデッカーが記載した烏口骨のみが知られているが、現生種のものとは確実に異なっている。ブルガリアのヴルシェツやクロアチアのŠandaljaの鮮新世後期から更新世初期の地層からは、未分類の化石種も見つかっている。
別の化石種であるC. congiは、中華人民共和国の周口店地区の洞窟の更新世初期の地層から見つかっている。現存種の祖先に当たるか否かについては、更なる研修が必要である。モーリシャスの固有種で絶滅種のColumba thiriouxiは、2011年に記載されたが、種としての妥当性については異論があり、一般的には種として認められていない。ホロタイプは、1910年に収集された右足根骨である。